# Navajo National Monument

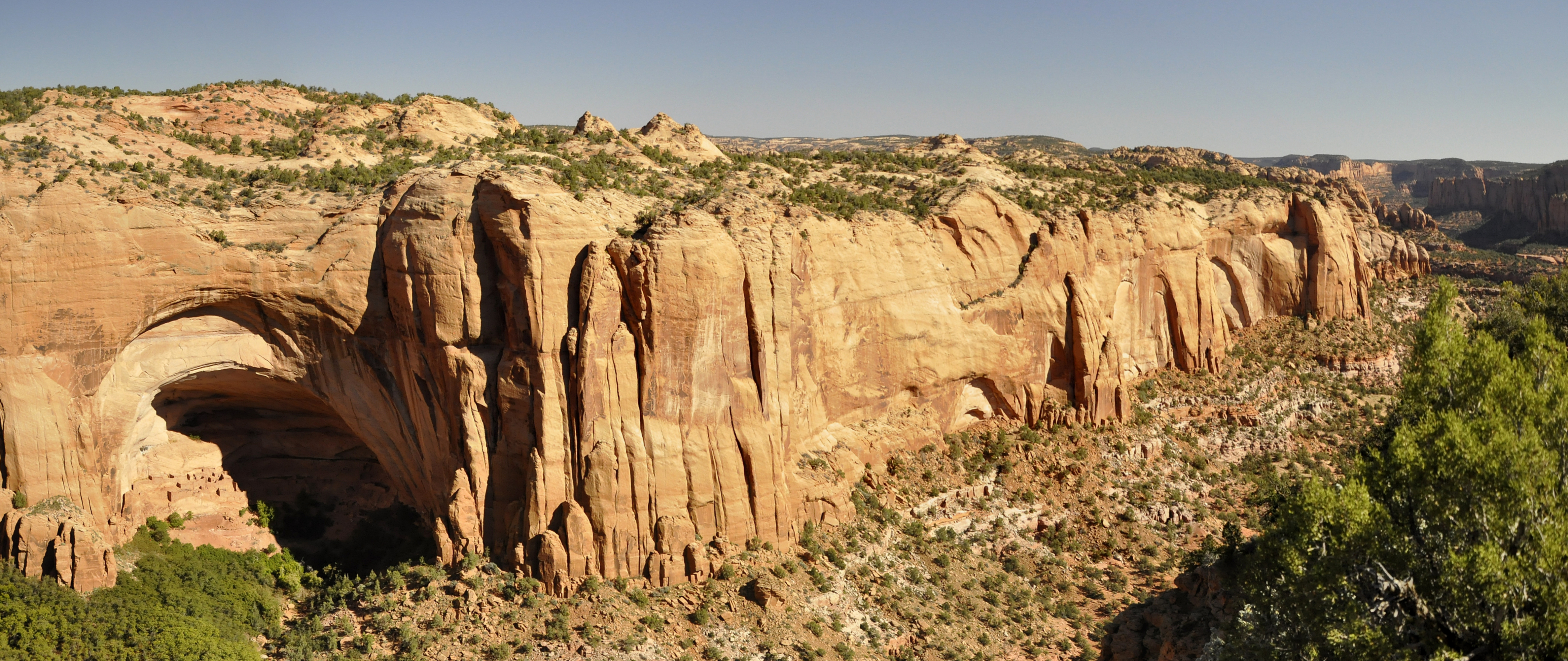
Navajo National Monument met Betatakin links vanaf Sandal Trail

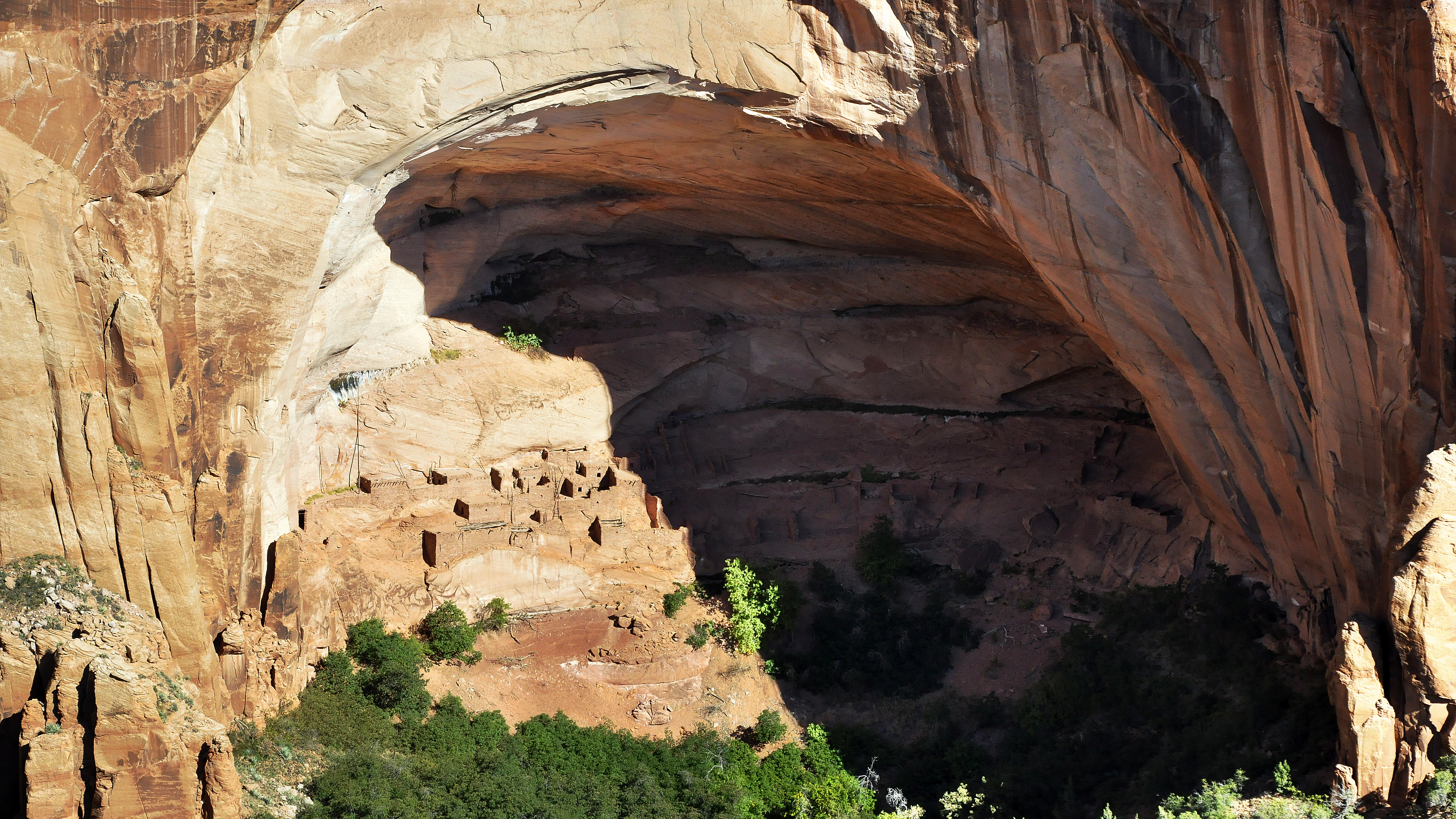
Betatakin

Het Navajo National Monument is een federaal beschermd gebied in de Amerikaanse staat Arizona dat erkend is als nationaal monument. Het wordt beheerd door de National Park Service.
Navajo National Monument ligt bij U.S. Route 160, 80 km ten noordoosten van Tuba City en 36 km ten zuidwesten van Kayenta. Het is genoemd naar het volk dat er nu leeft, de Navajo. Het gebied bewaart Betatakin (huis op een richel), Keet Seel (gebroken potten) en Inscription House voor het nageslacht. Het zijn goedbewaarde onderkomens die honderden jaren geleden werden gebouwd door de Pueblo-indianen, ook Anasazi genoemd. In de 21e eeuw leven de Navajo op de rotswanden en de terrassen van de Tsegi Canyon naast resten van de beschaving die in de 14e eeuw verdween. Andere indianenvolkeren zoals de Hopi, Zuni en Paiute hebben ook banden met dit gebied.
Rond 1200 was deze streek bewoond door de Pueblo die landbouw bedreven maar ook katoen, zeeschelpen, turkoois en papegaaiveren verhandelden. Alhoewel het er toen weinig regende was er toch voldoende water aanwezig. Rond 1300 trad er een periode van droogte in die de bewoners verplichtte om deze omgeving te verlaten. De streek werd op het einde van de 19e eeuw herontdekt en kreeg te maken met vernielingen en plundering. De Antiquities Act van 1906 zorgde voor de definitieve bescherming. Navajo National Monument werd in 1909 opgericht.

## Wandelpaden
Via een aantal paden (trails) kan Navajo National Monument en de Tsegi Canyon worden verkend:
- Sandal Trail: een 2 km lang pad vanaf het bezoekerscentrum dat naar de zuidelijke rand van de canyon leidt. Van hieruit heeft de bezoeker uitzicht op Betatakin aan de overzijde. Hier leefden tussen 1250 en 1300 75 tot 100 Pueblo's die hier beschutting vonden in 135 kamers. De alkoof is 113 m breed, 138 m hoog en 41 m diep.
- Aspen Trail: het pad voert de bezoeker 100 m lager naar een bos van ratelpopulieren, de habitat van de bedreigde gevlekte bosuil.
- Betatakin/Talastima: een bezoek aan Betatakin kan enkel via reservatie en met begeleiding van een ranger via een 8 km lange, zware wandeling met een hoogteverschil van 250 m. Talastima is een Hopiwoord voor plaats van de blauwe maiskolven.
- Keet Seel/Kawestima: een 27 km lang pad met een hoogteverschil van meer dan 300 m leidt naar een van de best bewaarde indianenhuizen in Navajo sandstone in het zuidwesten van de Verenigde Staten. Keet Steel/Kawestima was veel langer bewoond dan Betatakin, reeds vanaf 950. Toen de plek rond 1300 werd verlaten lieten de bewoners de voorraadpotten achter, gevuld met mais alsof ze erop rekenden hier ooit terug te keren.

## Geologie
De bovenste aardlagen hier bestaan uit Navajo sandstone, een zandsteenlaag gevormd uit gigantische zandduinen. Ze werden hier afgezet, gevormd en vervormd door de wind in een zeer droge periode, ongeveer 180 miljoen jaar geleden. Sijpelend water drong door de laag en loste het calciumcarbonaat op waardoor de zandsteen verbrokkelde, in horizontale lagen afbrak en de boogvormige alkoven ontstonden.
Onder deze zandsteen ligt een laag oranjegeel tot purper gekleurd Kayenta formation. Deze formatie werd aangevoerd door zoetwaterstromen, 190 miljoen jaar geleden. Daaronder ligt de Wingate sandstone, 210 miljoen jaar oud.